# Operació Pal Sec
L'Operació Pal Sec (en anglès: Operation Deadstick) va ser el nom clau d'una operació de forces aerotransportades de l'exèrcit britànic que va tenir lloc el 6 de juny de 1944, com a part del desembarcament de Normandia. L'objectiu de la missió era capturar intactes dos ponts de carretera a Normandia sobre el riu Orne i el canal de Caen, els quals constituïen l'única sortida per l'est per a les forces britàniques que desembarcarien a Sword Beach. Els informes d'intel·ligència afirmaven que tots dos ponts estaven molt ben defensats pels alemanys i preparats per a la destrucció. Un cop capturats, calia mantenir els ponts davant qualsevol contraatac fins que la força d'assalt fos rellevada pels commandos i la infanteria que avançava des de la platja.
La missió era vital per a l'èxit dels desembarcaments aerotransportats britànics. Si no s'haguessin capturat els ponts intactes, o si haguessin estat destruïts pels alemanys, haguessin deixat la 6a Divisió Aerotransportada aïllada de la resta dels exèrcits Aliats amb l'esquena contra dos vies fluvials. Si els alemanys haguessin retingut el control dels ponts, haurien pogut emprar les seves divisions cuirassades i atacar les platges de Normandia on els Aliats estaven desembarcant.
La responsabilitat de l'operació va caure en mans dels homes de la Companyia D del 2n Batalló Aerotransportat, Infanteria Lleugera Oxfordshire i Buckinghamshire, part de la 6a Divisió Aerotransportada. El grup d'assalt portava una companyia de reforç de sis seccions i una secció afegida dels Royal Engineers. Van volar des del sud d'Anglaterra fins a Normandia en sis planadors Airspeed Horsa. En el que ha estat descrit com la fita més destacada dels èxits aeris de la guerra, els planadors van portar la companyia directe al seu objectiu. Després d'una breu lluita, ambdós ponts van ser capturats poc després d'aterrar, per ser posteriorment defensats amb èxits contra tancs, llanxes canoneres i infanteria, fins que arribà el relleu.

## Rerefons

### Forces britàniques
Durant l'etapa de planificació de la invasió de Normandia es va decidir que la 6a Divisió Aerotransportada saltés sobre el flanc esquerre de les platges on es produiria el desembarcament, entre els rius Orne i el Dives. El seu primer objectiu era capturar els dos ponts que s'estenien sobre el riu Orne i el Canal de Caen i evitar un atac alemany pel flanc de la zona de desembarcament. El fracàs en capturar els ponts hagués fet que la divisió hagués quedat aïllada en territori enemic,
i per tant, la 5a Brigada Paracaigudista va ser destinada a defensar els ponts davant els possibles contraatacs. Malgrat això, el comandant de la divisió, Major General Gale, decidí que l'única manera de capturar els ponts intactes era mitjançant un assalt mitjançant planadors. Llavors demanà al Brigadier Hugh Kindersley, de la 6a Brigada de Desembarcament Aeri, que nomenés la seva millor companyia per l'operació.
La Companyia D, 2n Batalló Aerotransportat, Infanteria Lleugera Oxfordshire i Buckinghamshire, a les ordres del major John Howard i amb el capità Brian Priday com a segon, va ser la triada per la missió. La companyia havia entrenat dur i era la millor del batalló, sovint emprant zones de les ciutats afectades pels bombardeigs per practicar la guerra urbana amb munició real. Howard esperava que la invasió comportaria combats nocturns i modificà la rutina diària per assegurar-se que els seus homes estarien preparats per la tasca. Durant setmanes, es llevaven a les 20.00 i completaven exercicis, instrucció i el treball de despatx habitual durant la nit abans de retirar-se a les 13.00. El general Gale provà la companyia en dos exercicis en els quals l'objectiu era capturar ponts quan semblava aparent que la companyia no podria portar a terme la missió per si sola. Es demanà a Howard que triés dues seccions més del batalló perquè se li unissin, escollint dues de la companyia B comandades pels tinents Fox i Smith. Les càrregues explosives que podien haver-hi als ponts era responsabilitat del 30è dels Enginyers Reials de la 249a Companyia Aerotransportada, comandada pel capità Jock Neilson. Es van fer canvis al pla operatiu per incloure sis seccions. Tres van ser assignades a atacar simultàniament cada pont simultàniament, amb la infanteria fent front a la guarnició dels ponts, mentre que els enginyers localitzaven i desmantellaven qualsevol càrrega explosiva. Durant sis dies i nits la companyia va realitzar maniobres als afores d'Exeter, al sud-est d'Anglaterra, on hi havia dos ponts semblants sobre el riu Exe.
El transport a Normandia va realitzar-se amb sis planadors, pilotats per 12 sots-oficials de l'Esquadró C del Regiment de Pilots de Planador. Els Horsa tenien una amplada d'ales de 27 metres i una longitud de 20 metres, amb una càrrega màxima de 7.140 kg o espai per dos pilots, 28 soldats o dos jeeps, canons d'artilleria i transports. L'entrenament de la missió pels pilots va incloure practicar aterratges en un petit tros de terreny, els instruments de vol incloïen cronòmetres pels canvis de curs acurats i ulleres de vol amb els vidres foscos perquè s'acostumessin als vols nocturns. Pel maig de 1944 havien realitzat 54 vols d'entrenament, volant en qualsevol temps tant de dia com de nit.
Howard no va saber els detalls exactes de l'operació fins al 2 de maig de 1944. Les seves ordres eren conquerir els ponts sobre el riu Orne i el Canal de Caen a Bénouville i a Ranville intactes i mantenir-los fins que fos rellevat. La força de relleu inicialment seria una companyia del 7è Batalló Paracaigudista sota el comandament de Howard. Quan la resta del batalló arribés, passaria a estar sota les ordres del tinent coronel Richard Pine-Coffin. Estava programat que la 3a divisió d'infanteria i els commandos de la 1a Brigada Commando desembarquessin a la platja Sword a les 06.00 i que avancessin cap als ponts, on s'esperava que arribessin a les 11.00.
A final de maig de 1944, la companyia D abandonà el camp del batalló a Bulfort (Wiltshire) per traslladar-se a RAF Tarrant Rushton, a Dorset. La base estava assegurada i Howard va poder informar a tots de la missió, distribuint fotografies dels ponts i descobrint una maqueta de la zona. El pilot comandant de planador sergent de personal Jim Wallwork va dir que amb una càrrega plena d'homes, munició, llanxes d'assalt i el material dels enginyers, els seus planadors anirien perillosament carregats. Howard decidí agafar només una llanxa per planador i deixar dos homes de cada secció. En el darrer moment el doctor John Vaugham substituí un home ferit d'una de les seccions.
El 5 de juny la companyia realitzà els preparatius finals per la missió. Cada home portava el seu armament personal i munició, així com 9 granades de mà i quatre carregadors de metralladora Bren. Cadascuna de les patrulles portava un morter de 2 polzades i una ràdio. Just abans que els homes embarquessin, se'ls donà les paraules clau: "Ham" significava que s'havia capturat el pont del canal i "Jam" el pont del riu. La captura i destrucció del canal del pont s'indicaria amb "Jack"; mentre que "Lard" seria l'equivalent pel pont del riu.

### Els ponts
El pont de Ranville està sobre riu Orne i el pont de Bénouville travessa el canal de Caen cap a l'oest. Estan a 8 km de la costa i són l'únic accés a la ciutat de Caen. La ruta principal entre les dues comunes travessa els ponts i continua cap a l'est cap el riu Dives. Amb 58 metres de longitud i 3,7 metres d'ample, el pont sobre el Canal de Caen s'hissa per permetre el tràfic del canal. Els controls estan situats en una cabina propera. El mateix canal té 8,2 metres de fons amb i 46 metres d'ample, amb bancs de pedra i sorra d'1,8 metres d'alt. Una petita superfície de quitrà s'estén entre ambdós bancs per tota la longitud del canal. Entre ambdós ponts hi ha una franja coberta principalment d'aiguamolls de 500 m d'ample, trencada per rases i rierols.
El pont de Ranville sobre el riu Orne té 110 m de longitud i 6,1 m d'ample, i podia obrir-se per permetre el tràfic fluvial. El riu tenia entre 49 i 73 metres d'ample i un fons mitjà de 2,7 m. Tenia bancs de llot d'1,1 m d'alt i les marees feien que el nivell de l'aigua oscil·lés entre 4,9 i els 2 metres. A la riba oest del riu havien algunes casetes, connectades per una carretera d'entre 2,4 i 3 metres d'ample que corre entre ambdós bancs.

### Les forces alemanyes
El pont estava protegit per una guarnició de 50 homes del 736 Regiment de Granaders, 716a Divisió d'Infanteria. La unitat estava comandada pel Major Hans Schmidt, amb base a Ranville, a 1,9 km a l'est del riu Orne. La 716a era una formació estàtica i havia estat destinada a Normandia des de juny de 1942. Els 8 batallons d'infanteria estaven desplegats per defensar 34 km del Mur Atlàntic. La unitat estava mal equipada amb una barreja d'armes estrangeres, i formada per lleves de Polònia, Rússia i França, comandats per un oficial i diversos sotsoficials alemanys. Els soldats de Schmidt tenien ordres de destruir els ponts si corrien el risc de ser capturats.

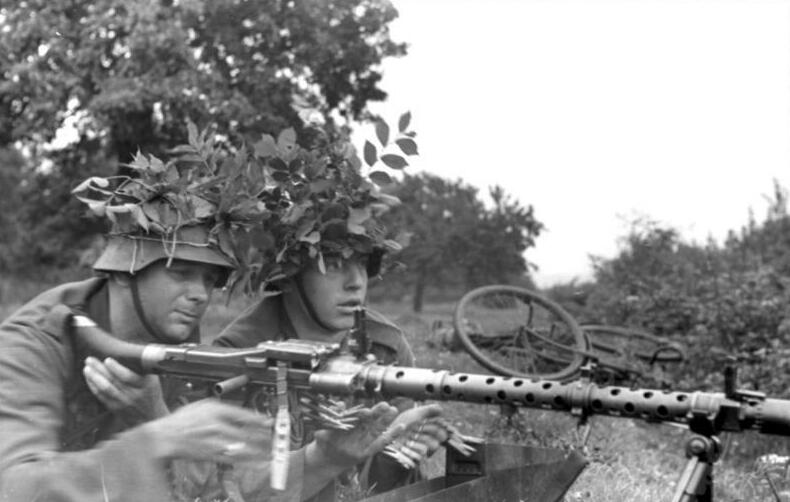
Soldats alemanys amb una metralladora MG 34.

Una segona divisió, la 21a Panzer, va ser portada a la zona al maig de 1944. Un dels seus regiments, el 125è Panzergrenadier, comandat per coronel Hans von Luck, va ser destinada a Vimont, a l'est de Caen. També hi ha un batalló del 192è Regiment Panzergrenadier amb seu a Cairon, a l'oest dels ponts. El coronel von Luck va preparar el seu regiment en operacions anti-invasió. També identificà punts possibles d'incursió i els marcà com a rutes d'avançada, zones de descans i reavituallament i posicions d'artilleria antiaèria. La 21a divisió Panzer era una nova formació basada en l'antiga unitat de l'Afrika Korps, la qual havia estat destruïda al nord d'Àfrica. Tot i que estava equipat amb un sortit de tancs vells i d'altres vehicles cuirassats, els oficials de la divisió eren veterans i uns 2.000 membres de l'antiga divisió van ser destinats a la nova. A Lisieux estava la 12a Divisió Panzer SS Hitlerjugend, i a Chartres es trobava la Divisió Panzer Lehr, ambdues a menys d'un dia de marxa de la zona.
Les defenses estaven al seu lloc en ambdós ponts. Al costat oest del pont del canal de Caen, hi havia tres emplaçaments de metralladores i sobre la riba est hi havia una metralladora i un canó antitancs. Al nord hi havia tres metralladores i un fortí. Al sud hi havia una torre antiaèria equipada amb metralladores. Al nord del pont hi havia dues metralladores. Ambdós ponts disposaven d'un sistema de trinxeres de sacs de sorra.

## Operació
A les 22.56 del 5 de juny de 1944, els sis planadors arrossegats per bombarders Halifax van enlairar-se de RAF Tarrent Rushton. El Horsa 1, el primer dels tres que es dirigien al Canal de Caen, portava al major Howard i a la secció del tinent Brotheridge, el número 2 portava la secció del tinent Wood, i el número 3 portava la del tinent Smith. El capità Priday amb la secció del tient Hooper es dirigia cap al pont del riu amb el Horsa 4. El número 5 portava la secció del tinent Fox, seguit pel número 6, que portava la secció del tinent Sweeney. A més, cada planador portava 5 homes de la secció dels Royal Engineers. Volant sobre el Canal de la Mànega a 2.100 metres (7.000 peus), els bombarders travessaren la costa de Normandia a les 00.07 del 6 de juny i van alliberar els planadors. Amb el Sergent de Personal Wallwork als controls, el Planador 1 impactà contra el fil ferro espinós que envoltava les defenses del pont del canal a les 00.16. Els altres dos planadors el seguiren amb intervals d'un minut. El Planador 2 es trencà per la meitat i s'aturà en la punta d'un dipòsit. Un dels homes va caure a l'aigua i s'ofegà, convertint-se en la primera baixa de l'operació. Les seccions dels tinents Brotheridge i Smith es dirigiren cap al pont, mentre que la del tinent Wood es dirigí cap a les trinxeres del nord-est.

### Els ponts són capturats
Els alemanys sabien que la invasió era imminent, tot i no saber la localització exacta. El Major Schmidt, comandant dels ponts, havia estat advertit que es trobava en un dels punts més crítics de Normandia. Els defensors, però no estaven en alerta plena i només hi havia dos sentinelles de servei quan van aterrar els planadors. El so d'un tret alertà els dos sentinelles. Mentre que la secció de Brotheridge atacava, un sentinella corria cridant "Paracaidistes!", mentre que la segona disparava una pistola de bengales per alertar els defensors. Brotheridge el disparà mentre que la resta de la seva secció netejava les trinxeres i el fortí amb granades. Alertats per la bengala, els metralladors alemanys obriren foc contra els homes del pont, ferint a Brotheridge mentre que llançava una granada. La granada silencià una de les posicions de metralladores mentre que l'altra era silenciada mitjançant el foc de la Bren. La Secció Número 1 travessà el pont per prendre posicions defensives a la riba oest. Els Enginyers Reials del Planador 1 buscaren les càrregues explosives i tallaren els cables a mesura que els trobaven. La secció del tinent Smith travessà a continuació el pont, intercanviant foc amb els defensors alemanys, i amb el tinent Smith sent ferit per una granada. Mitjançant l'ús de granades i de metralladores, les seccions netejaren les trinxeres i els búnquers. A les 00.21 la resistència alemanya a la riba oest del pont del canal s'havia acabat. Registrant la zona, els homes de la secció de Brotheridge s'adonaren que el seu cap estava ferit. No va poder recuperar-se i en pocs minuts va morir a causa de les seves ferides, convertint-se en el primer soldat mort per accions enemigues durant la invasió. A la riba est, la secció del tinent Wood netejà les trinxeres i els búnquers amb poca oposició. Woods va ser ferit a la cama per foc de metralladora mentre que ordenava a la secció que escombrés les defenses alemanyes. Tots tres comandants de secció al pont del canal estaven o ferits o morts.
A les 00.19 els exploradors de la 22a Companyia Paracaigudista Independent aterraren a la zona entre els rius Orne i Dives. El brigadier Nigel Poett comandava la 5a Brigada Paracaigudista i un petit equip l'acompanyava. Desorientats després d'aterrar, Poett escoltà el foc del Sten de Brotheridge i es dirigí cap als ponts amb l'únic home que localitzà. Només un dels alemanys del pont, l'Unteroffizier Weber, escapà de l'atac de la companyia D, arribant fins a Bénouville i informant que el pont havia estat conquerit.
El Planador Número 5 del tinent Fox va ser el primer a aterrar a només 300 metres del pont del riu a les 00.20, mentre que el Planador Número 4 es donà per desaparegut. Quan els alemanys obriren foc amb una MG 34, la secció respongué amb foc de morter de 2 polzades, destruint la posició alemanya amb un impacte directe. Llavors travessaren el pont sense més oposició. A les 00.21 el Planador Número 6 aterrà a 700 metres del pont. El tinent Sweeney deixà un dels seus escamots a la riba oest i es mogué amb la resta de la secció a través del pont per capturar les posicions defensives a la riba est.
Des del post de comandament establert a una de les trinxeres de la riba est del canal, al costat del pont, el major Howard s'assabentà que el pont del riu també havia estat capturat. El capità Neilson dels Enginyers informà que malgrat que els ponts havien estat preparats per a la demolició, els explosius no havien estat instal·lats. Howard ordenà al seu radiooperador que transmetés les paraules clau "Ham" i "Jam", portant a la secció de Fox pel pont el canal, situant-la al nus de carreteres de Bénouville a Le port com a secció avançada de la companyia.

### El 7è Batalló Paracaigudista
A les 00.50 arribaren els avions portant la resta de la 6a Aerotransportada, i els paracaigudistes caigueren a les zones de llançament marcades pels exploradors. Howard començà a enviar la lletra "V" en codi morse al seu xiulet per ajudar a guiar-se al 7è Batalló cap als ponts. Els primers paracaigudistes a arribar van ser el brigadier Poett i el soldat que havia trobat pel camí, a les 00.52. Informat per Howard de la situació, van escoltar tancs i camions movent-se per Le Port i Bénouville. A la zona de llançament només havien arribat 100 homes del 7è Batalló, però els seus equips de senyals, metralladores i morters estaven desapareguts. El tinent coronel Pine-Coffin, conscient que el seu batalló era l'únic establert en posicions defensives a l'oest dels ponts, decidí que no podia esperar més i a les 01.10 es dirigí cap als ponts.

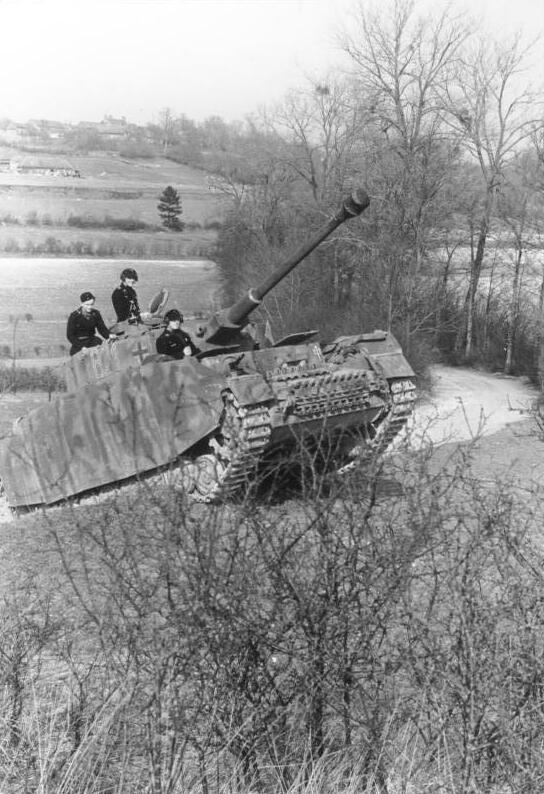
Un Panzer IV semblant al destruït al pont del Canal de Caen

Aproximadament al mateix temps que el major Schmidt, el comandant alemany de la guarnició del pont decidí que necessitava veure per si mateix què estava passant. Es dirigí cap al pont amb el seu SdKfz 250 amb una escorta de motocicletes. Viatjant a tota velocitat travessà la línia d'avançada de la Companyia D i es dirigí cap al pont, on la companyia obrí foc. El soldat de la motocicleta va resultar mort i el SdKfz 250 va haver de sortir de la carretera. Schmidt i el seu conductor van ser capturats.
El comandant de la 716a Divisió d'Infanteria, Generalleutnant Wilhelm Richter, va ser informat a la 01.20 de l'arribada de paracaigudistes i que els ponts havien estat capturats intactes. Una de les seves primeres accions va ser contactar amb el Generalmajor Edgar Feuchtinger, de la 21a Divisió Panzer. Richter ordenà que la divisió ataqués les zones ocupades. Mentre que els tancs de Feuchtinger eren enviats a donar suport la 716a, també formaven part de la reserva cuirassada alemanya, que no podia moure's sense autorització de l'Alt Comandament alemany. Totes les formacions panzer alemanys només podien moure's obeint ordres directes de Hitler, que en aquells moments estava dormint i ningú del seu voltant va voler despertar. Quan el coronel von Luck del 125è Regiment Panzergrenadier va rebre la notícia dels desembarcaments paracaigudistes a la 01:30 ordenà al seu regiment que es dirigís a les seves zones de reunió al nord i a l'est de Caen i esperessin ordres.
La unitat alemanya important més propera al pont del canal era el 2n batalló del 192è Regiment Panzergrenadier, amb base a Cairon. El general Feuchtinger els ordenà reconquerir els ponts i atacar les zones de desembarcament paracaigudista més a l'oest. A les 02.00 el 2n batalló es dirigí cap als ponts des de l'oest, amb el suport de la 1a companyia Panzerjager i part del 989a batalló d'artilleria pesant que venia des del nord. Mentre que els primers Panzer IV des del nord arribaven al nus de carreteres dirigint-se cap al pont, el primer vehicle va rebre l'impacte de l'únic PIAT del que disposava la Companyia D. El vehicle explotà, així com la munició que portava, i la resta de tancs es retiraren.
La primera companyia del 7è Batalló Paracaigudista, comandada pel major Nigel Taylor, arribà als ponts. Howard els dirigí cap a posicions defensives a l'oest del canal a Bénouville i a Le Port. Quan el tinent coronel Pine-Coffin arribà als ponts, va rebre novetats de Howard i es traslladà cap a Bénouville, instal·lant el seu quarter general al costat de l'església. Pine-Coffin tenia uns 200 homes en tres companyies. Situà les companyies A i C a Bénouville, orientades cap al sud direcció Caen, mentre que la companyia B estava a Le Port en direcció Ouistreham. La companyia D tornà a la zona entre els dos ponts per formar la reserva. Una posterior inspecció de les trinxeres i búnquers comportà la captura de més alemanys.
A les 03.00 la 8a Companyia Pesada, el 192è Regiment Panzergrenadier amb canons SP de 75mm, canons antiaeris de 20mm i morters atacà les companyies A i C des del sud. Els paracaigudistes van haver de recular i els alemanys establiren posicions a Bénouville, però no van poder trencar les línies britàniques. Van atrinxerar-se i van esperar el suport dels tancs per tornar a avançar. Els alemanys dispararen morters i metralladores contra els paracaigudistes, intentant llançar petits assalts contra les seves posicions durant la nit.
Just abans de l'alba Howard es reuní amb els seus comandants de secció. Amb els oficials morts o ferits, les seccions 1, 2 i 3 estaven comandades per caporals. El segon de Howard, capità Priday i la Secció 4 estaven desapareguts. Només les seccions 5 i 6, amb els tinents Fox i Sweeneys, estaven completes d'oficials i sotsoficials. El desembarcament a Sword començà a les 07.00, precedit d'un intens bombardeig naval. Als ponts, la llum del dia permeté als franctiradors alemanys identificar els seus objectius i qualsevol que es mogués en camp obert corria el perill de rebre un tret. Els homes de la Secció 1 que havien capturat el canó antitancs de 75mm a la riba est del canal l'empraren per foragitar qualsevol possible posició de tiradors a Bénouville, al Château i a la zona circumdant. A les 09.00, dues llanxes canoneres alemanyes s'aproparen al pont del canal des d'Ouistreham. La llança capdavantera disparà el seu canó de 20mm i la Secció 2 tornà el foc amb un PIAT, impactant al timó de la llanxa capdavantera que s'estavellà al banc del canal. La segona llanxa es retirà cap a Ouistreham. Un únic avió alemany bombardejà el pont a les 10.00, llançant una bomba que caigué sobre el pont però que no detonà.

### La 1a Brigada de Serveis Especials
El 2n batalló del 192 regiment Panzergrenadier continuà atacant Bénouville i Le Port, assistit pels seus tancs, morters i infanteria. L'atac causà seriosos problemes a l'afeblit 7è batalló paracaigudista fins que el tanc capdavanter va ser destruït mitjançant una bomba Gammon, bloquejant la carretera. Durant l'atac, 13 dels 17 tancs que intentaven avançar cap al pont van ser destruïts. Els paracaigudistes van ser reforçats per la Secció 1 de la companyia D. La secció penetrà a Bénouville i expulsà els alemanys en una lluita casa per casa. Les seccions 5 i 6 també avançaren fins a posicions oposades al Café Gondrée a la riba oest del canal. A migdia la majoria dels homes desapareguts del 7è Batalló Paracaigudista havien arribat als ponts i les 3 seccions van retornar fins a les seves posicions originals.
Just després de migdia, la 21 Divisió Panzer rebé permís per atacar la zona de desembarcament. El coronel von Luck, a l'est de l'Orne, va moure el 125è Regiment Panzergrenadier cap als ponts. La columna va ser ràpidament detectada i va ser hostigada durant les dues hores següents per l'artilleria i l'aviació aliada, patint grans pèrdues. El 1r batalló del 192è Regiment Panzergrenadier i el 100è Regiment Panzer, atacant des de l'oest del canal, va tenir més èxit arribat a la platja entre els britànics a Sword i els canadencs a Juno.
A les 13.30 els homes dels ponts van començar a escotar una gaita, tocada per Bill Millinde la 1a Brigada Comando del brigadier Lord Lovat, qui es disculpà amb per arribar amb uns minuts de retard. Mentre que els commandos arribaven travessaren els ponts i s'uniren a la resta de la 6a Divisió Aerotransportada defensant la riba est dels ponts. Alguns dels tancs que acompanyaven els commandos es dirigiren cap a Bénouville per reforçar els seus defensors, mentre que d'altres travessaven els ponts amb els commandos. A les 15.00 una llanxa carregada amb infanteria alemanya s'apropava des de Caen, sent atacada pel canó antitancs de la Secció 1. Va ser tocada a la popa a la segona andanada i reculà cap a Caen.
A les 21.15, el 2n Batalló del Regiment Reial Warwickshire de la 185a Brigada d'Infanteria arribà des de Sword i començà a ocupar les defenses dels ponts. Cap a mitjanit, Howard donà el comandament dels ponts al regiment Warwickshire i la seva companyia s'uní a la resta del batalló a Ranville. A les 03.30 finalment localitzaren les posicions del batalló. Trobaren al capità Priday i la Secció 4 que ja s'havia unit al batalló. La secció havia aterrat al costat del riu Dives a Varaville a uns 13 km, i havien passat tot el dia combatent mentre que es dirigien cap als ponts, intentant unir-se a la resta de la companyia.

## Després de la batalla
Bénouville va ser el punt més llunyà aconseguit pels britànics el 6 de juny de 1944. Dels 181 de la Companyia D que participaren en la captura dels ponts (139 infants, 30 enginyers i 12 pilots), dos havien mort i 14 estaven ferits. El 9 de juny la Luftwaffe atacà els ponts amb 13 avions. Els britànics havien situat canons antiaeris lleugers i mitjans als voltants del pont, i davant de l'intens foc antiaeri, l'atac fracassà, encara que els pilots afirmaren que un dels ponts havia estat destruït per un impacte directe.
La 6a Aerotransportada va mantenir la zona entre els ponts Orne i Dives fins al 14 de juny, quan la 51a Divisió d'Infanteria (Highland) va ocupar la part sud del cap de pont de l'Orne. Durant els dies que seguiren la divisió va ser reforçada per la Brigada Princesa Irene neerlandesa i la 1a Brigada d'Infanteria belga. A continuació seguí un període de guerra estàtica que s'estengué fins al 22 d'agost, quan la divisió travessà el riu Dives. En 9 dies avançaren 72 km fins al Sena. Entre el 6 de juny i el 26 d'agost, quan van ser retirats del front, les baixes de la divisió van ser 821 morts, 2.709 ferits i 927 desapareguts. Després de l'operació Pal Sec els enginyers, els pilots dels planadors i els homes de la Companyia B van tornar a les seves formacions. La Companyia D contribuí en les tasques defensives de la defensa del cap de pont de l'Orne que realitzà la divisió i avançà fins al Sena. El 5 de setembre, quan la divisió va tornar a Anglaterra, només quedaven 40 homes sota l'únic oficial que seguia, el major John Howard; mentre que la resta d'oficials i sotsoficials es comptaven entre les baixes.
Els pilots dels planadors van ser el primer grup a abandonar la Companyia D, car la seva experiència es requerí per a altres operacions planejades. En particular l'operació Cometa, que incloïa una operació semblant, on s'emprarien 18 planadors per capturar 3 ponts als Països Baixos. La missió seria realitzada per la 1a Divisió Aerotransportada, amb una brigada destinada a cada pont. Cometa estava programada pel 8 de setembre de 1944, però va ser retardada i cancel·lada. Els plans van adaptar-se per esdevenir l'operació Horta, en la que participaren 3 divisions aerotransportades; però els assalts planejats no es van portar a terme.
Abans de retirar-se, el 16 de juliol el Major Howard va ser condecorat pel general Montgomery amb l'orde del Servei Distingit. Entre altres condecoracions, els tinents Smith i Sweeney van rebre la Creu Militar, el sergent Thornton i el caporal Stacey van rebre la Medalla Militar. El tinent Brotheridge va ser Mencionat als Despatxos pòstumament. Després de la guerra, el Mariscal en Cap de l'Aire Trafford Leigh-Mallory de la Royal Air Force lloà els pilots participant, dient que l'operació va tenir l'èxit de vol més destacat de la guerra. La fita va ser reconeguda mitjançant la concessió de la Medalla dels Vols Distingits a 8 dels pilots de planadors participants.

## Llegat

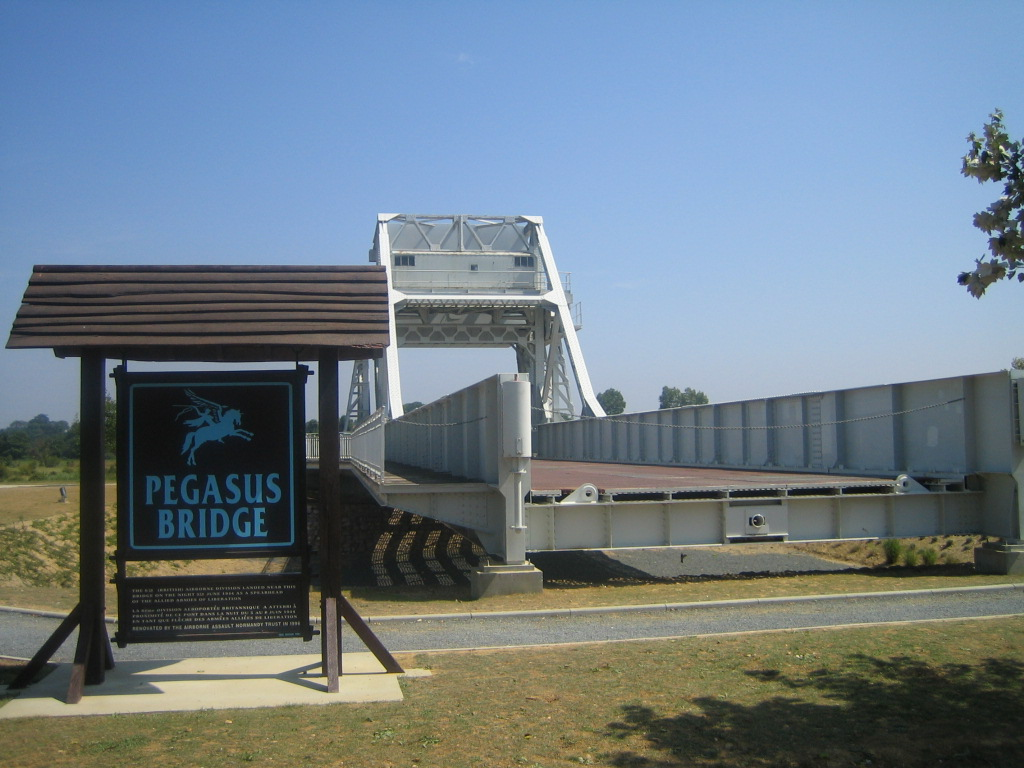
El Pont Pegàs original al Museu Pegasus de Benouville.

El pont del Canal de Caen va passar a anomenar-se "Pont Pegàs" per l'emblema de les forces aerotransportades britàniques, mentre que el pont del riu Orne esdevingué el Pont Horsa. La carretera que hi ha entre ells és "l'Esplanada Major John Howard". Des del final de la guerra, el Pont Pegàs i el Café Gondrée han esdevingut llocs on els veterans de la guerra britànics que visiten Normandia solen visitar. El 1994, quan es substituí el Pont Pegàs per una nova estructura, el pont original va ser inclòs a la col·lecció del Museu Pegasus de Benouville.
Són diversos els llibres escrits sobre l'assalt o que el menciones. L'operació va aparèixer a la pel·lícula de The Longest Day, de Darryl Zanuck, basada en el llibre homònim de Cornelius Ryan. El Major John Howard és interpretat per Richard Todd, que havia estat un oficial del 7è Batalló Paracaigudista durant la batalla.